# Wallingford Center, Connecticut
Wallingford Center är en ort (CDP) i New Haven County, i delstaten Connecticut, USA. Enligt United States Census Bureau har orten en folkmängd på 18 209 invånare (2010) och en landarea på 18,8 km².